# Markt (Düren)

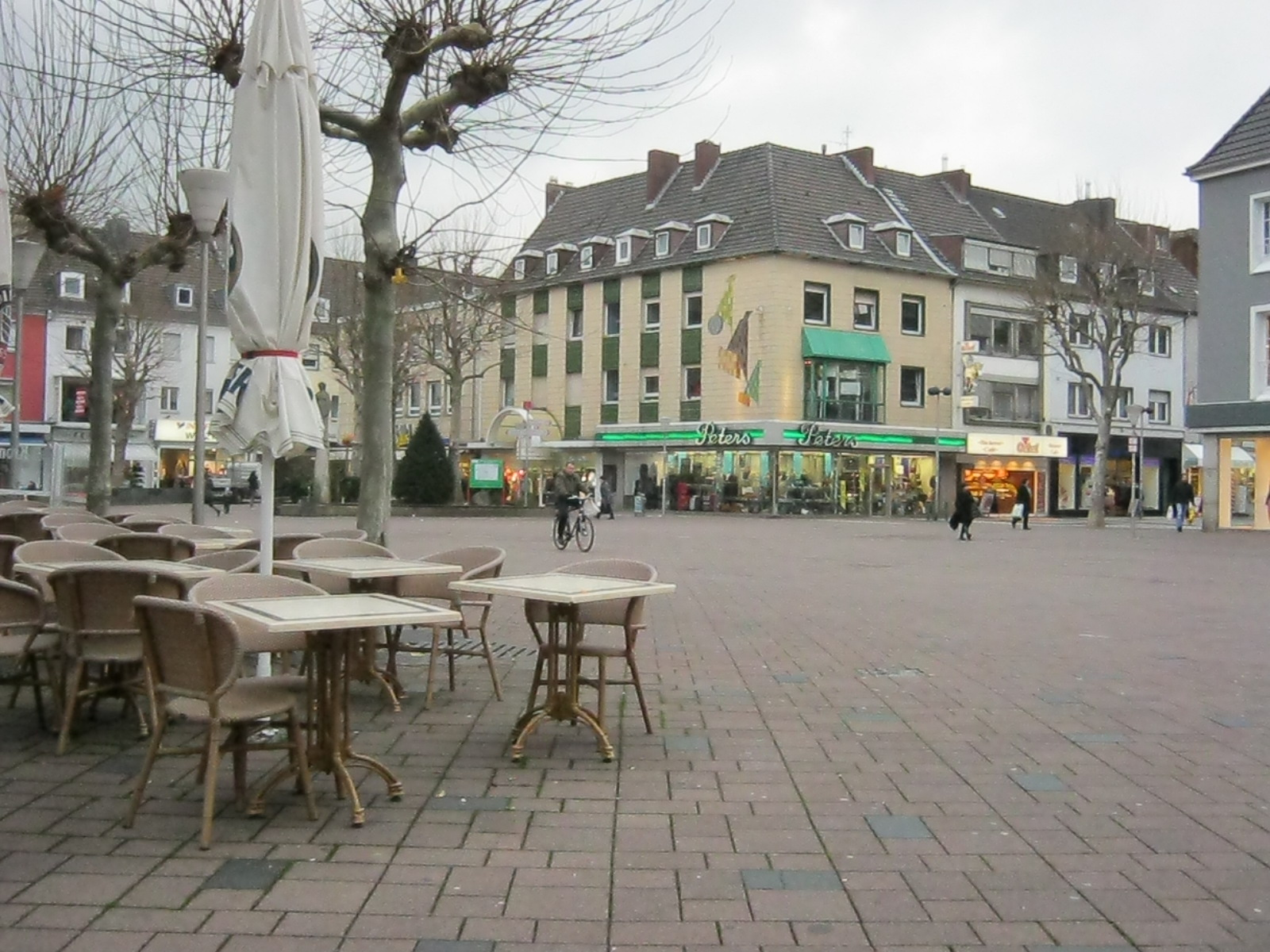
Blick auf den Platz

Der Markt in der Kreisstadt Düren (Nordrhein-Westfalen) ist ein zentraler Platz in der Innenstadt. Am Markt treffen die Kölnstraße, die Oberstraße, der Kaiserplatz und die Weierstraße aufeinander. Der Platz ist seit Jahren eine Fußgängerzone.

## Geschichte

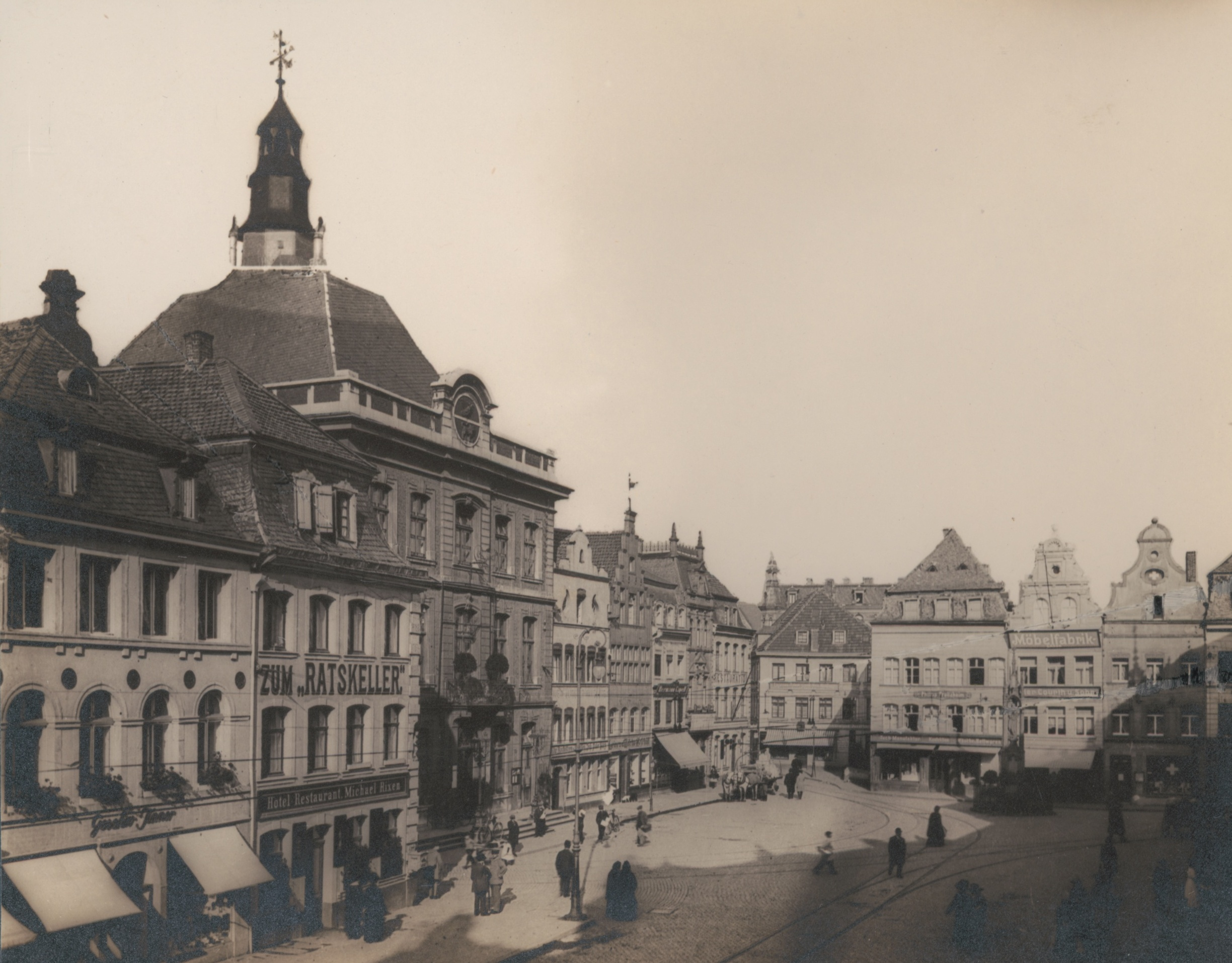
Ansicht um 1910, Fotografie von Erwin Quedenfeldt

Auf dem Markt werden seit mehr als 650 Jahren die verschiedensten Märkte veranstaltet. Bezeugt sind Kornmarkt (auch Haupt- oder Fruchtmarkt genannt), Viehmarkt, Brotmarkt,  Buttermarkt,  Hühnermarkt und  Holzmarkt. Der Kornmarkt wurde bereits 1361 erwähnt. Rings um den Markt wohnten in prächtigen Häusern die reichen Handelsleute und Bürger. Hier lagen auch die meisten Herbergen (Gasthäuser), wo der Verkauf des Getreides durch den „Weintrunk“ rechtskräftig gemacht wurde.
Früher nannte man den Platz „Marktplatz“. Mit den Jahren setzte sich die heutige Kurzform „Markt“ durch. Es gibt am Markt keine Häuser mehr, die aus der Zeit vor dem Zweiten Weltkrieg stammen. Vor dem Krieg war der Platz der Ausgangspunkt aller Straßenbahnlinien der Dürener Kreisbahn.
Am Markt stand das frühere Rathaus aus dem Jahre 1520, das beim Luftangriff vom 16. November 1944, bei dem die Innenstadt völlig zerstört wurde, zerbombt wurde und später am Kaiserplatz neu aufgebaut wurde. Direkt neben diesem alten Standort steht heute das Bürgerbüro der Stadtverwaltung. Zuvor war dort von 1954 bis zur Fusionierung der Stadt- und Kreissparkasse Düren im Jahre 2000 die Hauptstelle der Stadtsparkasse untergebracht war.
An der Nordseite des Marktplatzes wurde 1857 erstmals eine Mariensäule errichtet. Nach der Zerstörung im Krieg gab es genau hundert Jahre später eine neue Mariensäule. Diese wurde von Günter Haese entworfen und am 11. Oktober 1957 vom Aachener Bischof Johannes Pohlschneider enthüllt.

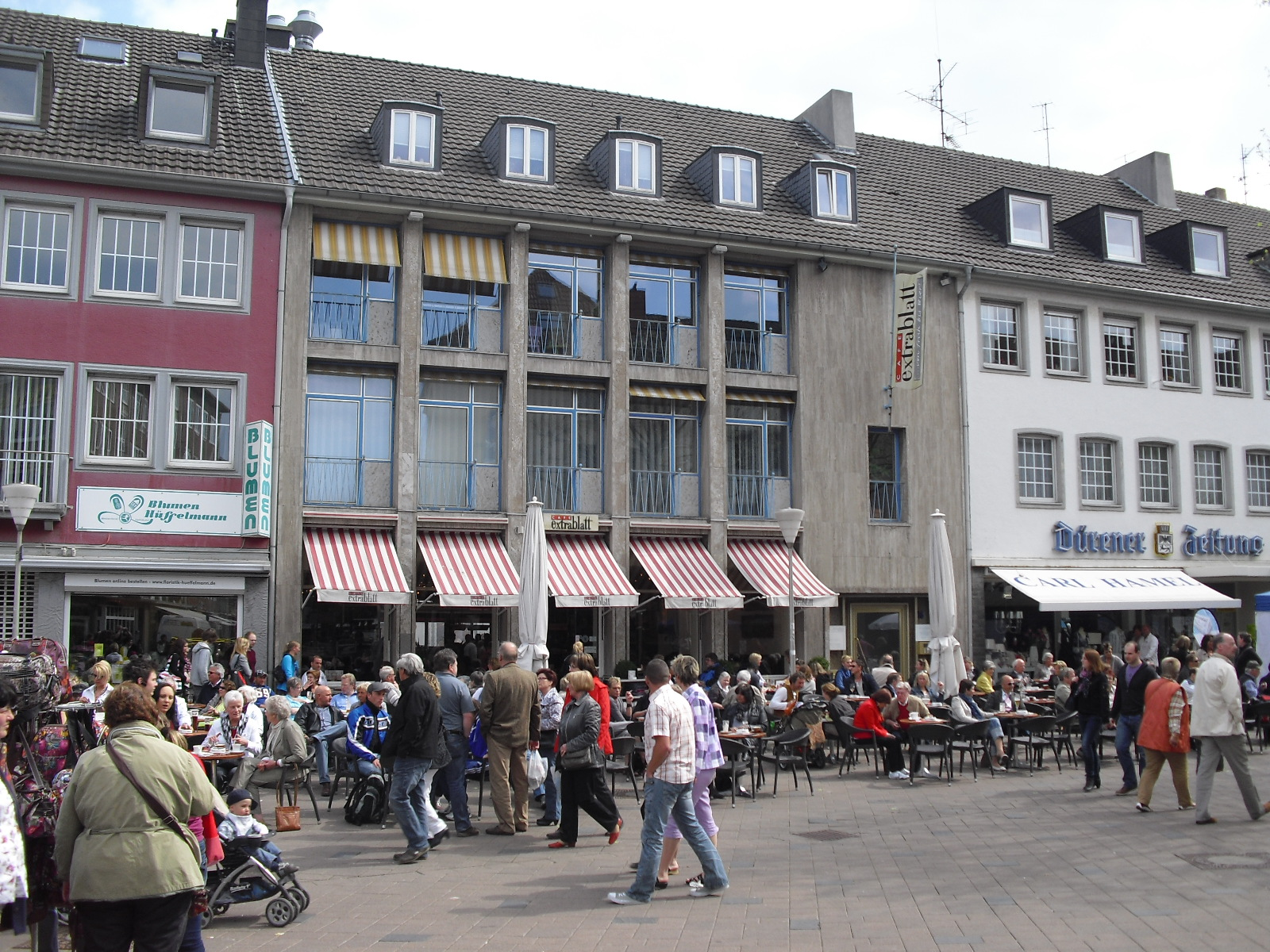
Ehemalige belgische Offiziersmesse Markt 16

Außerdem befindet sich am Marktplatz die ehemalige Offiziersmesse der belgischen Armee. In dem Gebäude, das vom Architekten Benno Sommer 1952 gestaltet wurde, ist ein Gastronomiebetrieb untergebracht. Düren war nach dem Krieg die größte belgische Garnison im Ausland. Im Haus Markt 26 wurde der Dürener Mundartdichter Joseph van der Giese geboren. An diesem Haus ist eine Gedenktafel angebracht.

## Heutige Nutzung
Dienstags, donnerstags und samstags findet auf dem Marktplatz der Wochenmarkt statt. Bei anderen Märkten und Veranstaltungen wie dem Stadtfest und „Düren leuchtet“ wird der Platz ebenfalls genutzt. Im Dezember 2024 fand erstmals der Dürener Weihnachtsmarkt auf dem Marktplatz statt, wozu der Wochenmarkt auf den Kaiserplatz verlegt wurde. Im Oktober 2016 wurden Pläne zur Umgestaltung des Marktplatzes vorgestellt. Die Arbeiten wurden im Rahmen des Masterplans Innenstadt 2017 durchgeführt.